# Brinjahe
Brinjahe – miejscowość i gmina w Niemczech, w kraju związkowym Szlezwik-Holsztyn, w powiecie Rendsburg-Eckernförde, wchodzi w skład urzędu Jevenstedt. Zajmuje powierzchnię 4,66 km², licząc 101 mieszkańców .